# Chacal (Schiff)
Die Chacal (deutsch: Schakal) war ein Großzerstörer der Chacal-Klasse für die Marine Nationale. Obwohl das Schiff weder den ersten Stapellauf, noch die erste Indienststellung hatte, gilt sie als Typschiff ihrer Klasse. Die Chacal wurde am 24. Mai 1940 vor Boulogne-sur-Mer durch deutsche Bomber vom Typ Heinkel He 111 und Artillerie zum Wrack geschossen und zum Totalverlust erklärt.

## Maschinenanlage
Die Antriebsanlage der Chacal bestand aus fünf Dampfkesseln und zwei Dampfturbinen. Diese trieben über zwei Antriebswellen die beiden Schrauben an. Die Maschinen leisteten 55.000 WPS. Damit konnte eine Geschwindigkeit von 35,5 kn (etwa 66 km/h) erreicht werden.

## Bewaffnung
Die Hauptartillerie der Chacal bestand aus fünf Geschützen 13,0 cm L/40 Model 1919 in Einzelaufstellung. Diese Kanone konnte eine 34,85 Kilogramm schwere Granate über eine maximale Distanz von 18,900 m feuern.
Als Flugabwehrbewaffnung verfügte die Chacal bei Indienststellung über vier 7,5-cm-Flugabwehrkanonen des Models 1924 in Einzelaufstellung. Diese befanden sich links und rechts mittschiffs. Da die Chacal-Klasse toplastig war, wurden 1932 beide Geschütze gegen Maschinengewehre vom Typ Hotchkiss M1929 ausgetauscht. Diese wurden in zwei Zwillingslafetten montiert. Für 1939 war geplant die Flak mit 3,7-cm-L/60-Modell-1925-Geschützen zu erweitern. Diese Umrüstung wurde an der Chacal nicht mehr umgesetzt.
Als Torpedobewaffnung verfügte die Chacal über sechs Torpedorohre in zwei Dreiergruppen für den Torpedo Mle 1919D. Zudem verfügte das Schiff über zwei Wasserbombenwerfer am Heck für 20 Guiraud-Mle-1922-200-kg-Wasserbomben und mittschiffs links und rechts je zwei Wasserbombenwerfer für 12 Guiraud-Mle-1922-100-kg-Wasserbomben. Die Werfer links und rechts wurden 1932 aufgrund ihrer ungünstigen Positionierung ausgebaut. Der Platz sollte für Ginocchio-Schlepptorpedos dienen. Das Projekt wurde allerdings 1938 eingestellt.

## Verbleib

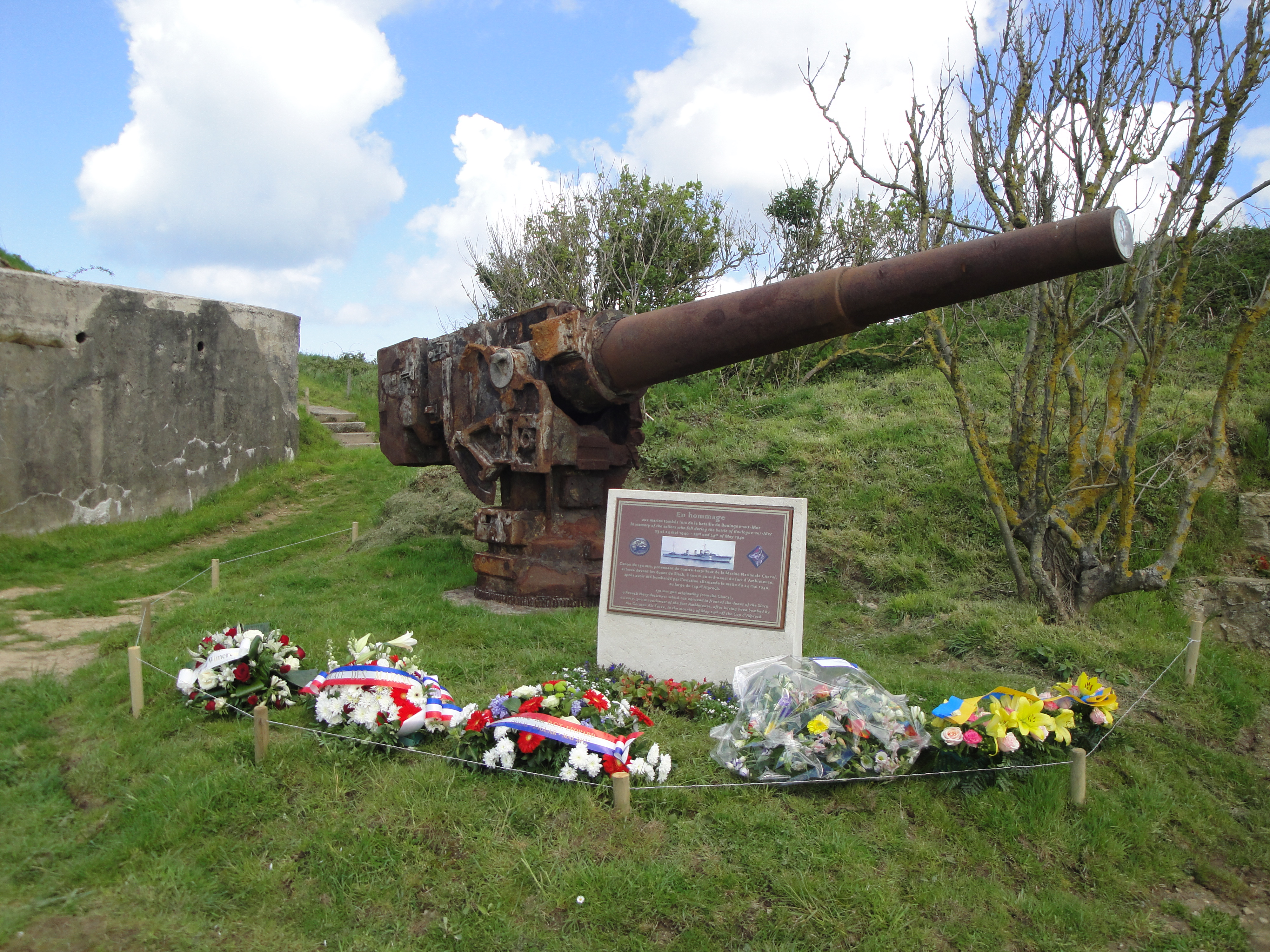
Ehrenmal für die bei der Schlacht um Boulogne-sur-Mer gefallenen Seeleute

Am 22. Mai 1940 unterstand die Chacal wieder der 2. Großzerstörerdivision (frz. 2ème division de contre-torpeilleurs)(DCT). Sie wurde dazu eingesetzt, Sprengkommandos zu französischen Häfen zu bringen, um der vorrückenden Wehrmacht keine intakten Anlagen in die Hände fallen zu lassen. Zusammen mit ihrem Schwesterschiff Léopard und acht kleineren Zerstörern griff die Chacal mit ihrer Artillerie in die Bodenkämpfe bei Boulogne-sur-Mer ein. Deutsche Bomber vom Typ Heinkel He 111 und Artillerie beschädigten das Schiff so schwer, dass es zu sinken drohte und zwischen Ambleteuse und Wimereux am Strand auflief. Der Kommandant der Chacal, Capitaine De Fregate Jean Emile Noel Estienne, wurde dabei schwer verwundet. Das Wrack wurde zum Totalverlust erklärt und auch von den Deutschen nicht gehoben. Es liegt in nur zwei Metern Tiefe immer noch auf Position 50° 47′ 58″ N, 1° 35′ 44″ O.